# ايتيني باربارا
ايتيني باربارا (بالإنجليزية: Etienne Barbara)‏ (10 يونيو 1982 في مالطا - ) هو لاعب كرة قدم مالطي في مركز الهجوم. شارك مع منتخب مالطا لكرة القدم. أما مع النوادي، فقد لعب مع سلايما واندريرز وفانكوفر وايتكابس ونادي بيركيركارا ونادي فلوريانا ونادي هيبرنيانز ونادي شمال كارولاينا وTampa Bay Rowdies ‏ ونادي مارساشلوك وSC Verl ‏ وVancouver Whitecaps FC U-23 ‏ وMinnesota United FC (2010–2016) ‏.

## مسيرته الكروية
لعب ايتيني باربارا خلال مسيرته الاحترافية مع 10 أندية في تسعة عشر موسمًا وسجل خلالها 104 هدف ضمن 309 مباراة. حيث فاز في موسم واحد بالكأس وفي موسم واحد بالدوري.
خاض ايتيني باربارا مسيرته مع نادي فلوريانا في موسم 1999–00 ليلعب معه أربعة مواسم، مشاركًا في 74 مباراة سجل خلالها 8 أهداف. ثم انتقل إلى نادي مارساشلوك في موسم 2002–03 واستمر معه طيلة ثلاثة مواسم، حيث شارك في 43 مباراة سجل خلالها 21 هدفًا. لينتقل بعدها إلى نادي بيركيركارا في موسم 2004–05 واستمر معه طيلة ثلاثة مواسم، مشاركًا في 59 مباراة سجل خلالها 31 هدفًا. ثم انتقل إلى نادي سلايما واندريرز في موسم 2007–08 في المرة الأولى لمدة موسم واحد ثم في موسم 2010–11 لمدة موسم واحد، مشاركًا طوالها في 29 مباراة سجل خلالها 10 أهداف. هذا وانتقل لاحقًا إلى SC Verl ‏ في موسم 2008–09 لمدة موسم واحد، مشاركًا في 18 مباراة ولم يسجل أي هدف. ثم انتقل بعدها إلى نادي هيبرنيانز في موسم 2009–10 لمدة موسم واحد، مشاركًا في 19 مباراة سجل خلالها 3 أهداف. ليعود وينتقل من جديد، لكن هذه المرة إلى نادي شمال كارولاينا ما بين عامي 2010 و2011 في المرة الأولى لمدة موسم واحد ثم ما بين عامي 2011 و2012 لمدة موسم واحد، مشاركًا طوالها في 48 مباراة سجل خلالها 28 هدفًا. لينتقل بعدها إلى فانكوفر وايتكابس ما بين عامي 2012 و2013 لمدة موسم واحد، مشاركًا في مباراتين ولم يسجل أي هدف. ثم لعب في Tampa Bay Rowdies ‏ ما بين عامي 2013 و2014 لمدة موسم واحد، مشاركًا في 10 مباريات سجل خلالها هدفًا واحدًا.

## وصلات خارجية
- ايتيني باربارا على موقع الاتحاد الأوربي (الإنجليزية)
- ايتيني باربارا على موقع الدوري الأمريكي (الإنجليزية)
- ايتيني باربارا على موقع قاعدة بيانات كرة القدم.إي يو (الإنجليزية)
- ايتيني باربارا على موقع ناشيونال فوتبول تيمز (الإنجليزية)
- ايتيني باربارا على موقع Soccerbase.com (لاعب) (الإنجليزية)
- ايتيني باربارا على موقع Soccerway.com (الإنجليزية)
- ايتيني باربارا على موقع عالم كرة القدم.نت (الإنجليزية)